# Lorraine (prénom)
Pour les articles homonymes, voir Lorraine (homonymie).
Cette page présente le prénom Lorraine ainsi que ses variantes.
Lorraine  est un prénom féminin français. Il est fêté le 30 mai.
Étymologie
Lorraine est issu du nom de région Lorraine, mot dérivé de Lothari regnum, qui signifie royaume (regnum) de Lothaire. 
Ce prénom est choisi en France au XXe siècle car il se trouve associé au symbole de la croix de Lorraine. Entre 1980 et 1995 sa fréquence d'attribution augmente en raison de l'influence anglaise. Ce prénom, familier aux britanniques, apparaît d'abord en Écosse : Lorrain, Lorraine étaient des patronymes d'émigrés protestants et la mère de Marie Stuart était Marie de Guise (1515-1560) ou de Lorraine.
Laurène est une francisation de l'anglais Lauren, variante de Laura, et n'a pas la même origine ni la même étymologie (du latin laurus, laurier).
En 1940, le crooner et jazzman Nat King Cole enregistra l'un de ses grands succès intitulé Sweet Lorraine chanson écrite par Mitchell Parish et Cliff Burwell.